# Shah Rukh Khan

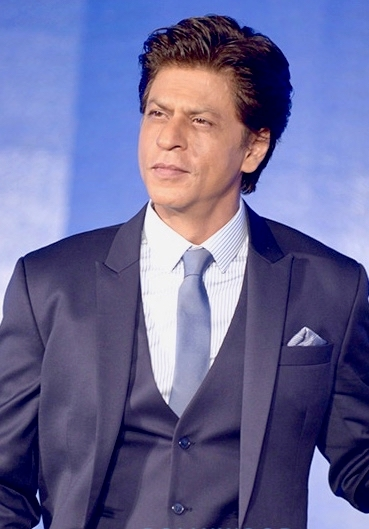
Shah Rukh Khan (2018)

Shah Rukh Khan (Hindi शाहरुख़ ख़ान Shāhrukh Khān; Urdu شاه رخ خان, Aussprache [‘ʃaːɦrʊx ˈxaːn]; von seinen Fans oft SRK abgekürzt; * 2. November 1965 in Neu-Delhi) ist einer der erfolgreichsten indischen Filmschauspieler. Neben seiner Karriere als Darsteller ist er seit der Jahrtausendwende auch erfolgreicher Produzent in der Bollywood-Filmindustrie.

## Leben

### Familie

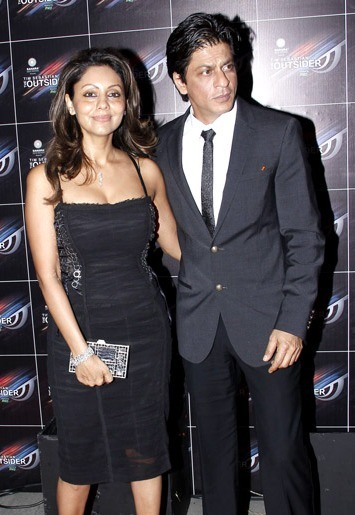
Shah Rukh Khan mit seiner Ehefrau Gauri (2014)

Shah Rukh Khan wurde in Neu-Delhi geboren und wuchs dort auf. Seine muslimische Familie stammt aus Peschawar; der Namenszusatz „Khan“ deutet auf seine afghanisch-paschtunische Herkunft hin. Seine Mutter Fatima war Sozialarbeiterin in Delhi und starb 1991 an einer Sepsis. Sein Vater Taj Mohammed war Anwalt und starb 1981 an Krebs. Shah Rukh hat eine ältere Schwester namens Shehnaz (Spitzname: Lala Rukh).
Shah Rukh Khan ist seit 1991 mit der aus einer Hindu-Familie stammenden Gauri (* 8. Oktober 1970) verheiratet und hat mit ihr drei Kinder: zwei Söhne, Aryan und AbRam (* 1997 und * 2013), sowie eine Tochter, Suhana (* 2000). Aryan hat schon Filmerfahrung. Er spielte in Kabhi Khushi Kabhie Gham die von seinem Vater verkörperte Figur Rahul als kleiner Junge. AbRam ist in dem Abspann von Happy New Year, zusammen mit seinem Vater, zu sehen. AbRam kam per Leihmutterschaft zur Welt, da das Risiko einer erneuten Schwangerschaft für Gauri Khan zu groß war.

### Schauspielkarriere
Seine erste Rolle hatte er in der Fernsehserie Fauji, in der er den Soldaten Abhimanyu Rai spielte. Danach spielte er eine kleine Rolle in der Serie Circus (1989), welche von dem Leben von Zirkusartisten handelt. Im selben Jahr spielte er seine erste Filmrolle in Pradip Krishens Fernsehfilm In Which Annie Gives It Those Ones. Nach dem Tod seiner Eltern zog Khan von Neu-Delhi nach Mumbai. Dort gab er sein Bollywood-Debüt mit dem Film Deewana – Im Zeichen der Liebe (1992), welcher ein Hit wurde. Nachdem er anfänglich den Liebhaber gespielt hatte, wurde er bald in Schurkenrollen besetzt. In den Filmen Darr und Baazigar spielte er den Anti-Helden und obsessiven Liebhaber. Der später vollzogene Wechsel vom Bösewicht zurück zum romantischen Helden ist in Bollywood eher ungewöhnlich und macht Shah Rukh zu einer Ausnahmeerscheinung.
Besonders als Filmpaar mit Kajol avancierte er zum romantischen Helden des kommerziellen Hindi-Films der 1990er Jahre. Mit Baazigar (1993), Karan Arjun (1995), Dilwale Dulhania Le Jayenge – Wer zuerst kommt, kriegt die Braut (1995), Kuch Kuch Hota Hai (1998), Kabhi Khushi Kabhie Gham (2001), My Name Is Khan (2010) und Dilwale (2015) waren beide in Indien sehr erfolgreich. My Name ist Khan ist der im Ausland bislang erfolgreichste Bollywood-Film. Khan und Kajol gelten als das erfolgreichste und beliebteste indische Filmpaar aller Zeiten.
2014 spielte Khan in Farah Khans Happy New Year mit, welches die höchsten Einnahmen am ersten Tag, in der Geschichte der indischen Filme, hatte. Zudem läuft der Film Dilwale Dulhania Le Jayenge – Wer zuerst kommt, kriegt die Braut seit mehr als 1000 Wochen ununterbrochen im indischen Kino.
Shah Rukh Khan ist im Besitz mehrerer eigenen Produktionsfirmen (Dreamz Unlimited/Red Chillies) und einem Cricketteam namens Knight Riders. In Indien ist er auch Werbeträger für Colahersteller, Uhrenhersteller, Handynetzbetreiber und Hautaufhellungscreme.
Khan wurde 2006 mit dem Padma Shri ausgezeichnet. Seit März 2007 gibt es eine Wachsfigur von Khan im Madame Tussauds in London und seit 2014 eine in Kalkutta. 2007 war er für drei Monate Moderator von „Kaun Banega Crorepati“, der indischen Ausgabe von „Who Wants to Be a Millionaire?“. Als Fernsehmoderator leitete er auch „Kya Aap Paanchvi Pass Se Tez Hain?“ ähnlich wie „Das weiß doch jedes Kind!“.
2018 wurde er in die Academy of Motion Picture Arts and Sciences berufen, die jährlich die Oscars vergibt.

## Filmografie

### Als Schauspieler
- 1988: Fauji – Die Militärakademie (Fauji; Fernsehserie)
- 1989: In Which Annie Gives It Those Ones (Fernsehfilm)
- 1989: Circus (Fernsehserie)
- 1991: Idiot (Fernsehserie)
- 1992: Deewana – Im Zeichen der Liebe (Deewana)
- 1992: Dein Herz kennt die Wahrheit (Dil Aashna Hai)
- 1992: Chamatkar – Der Himmel führt uns zusammen… (Chamatkar)
- 1992: Raju Ban Gaya Gentleman
- 1993: Maya Memsaab
- 1993: Baazigar
- 1993: Pehla Nasha – Eine Liebe kommt (Pehla Nasha)
- 1993: Darr
- 1993: Sie liebt mich, sie liebt mich nicht (Kabhi Haan Kabhi Naa)
- 1993: Der Millionär und das Waisenmädchen (King Uncle)
- 1994: Anjaam – Heute Liebe, morgen Rache (Anjaam)
- 1995: Dilwale Dulhania Le Jayenge – Wer zuerst kommt, kriegt die Braut (Dilwale Dulhania Le Jayenge)
- 1995: Guddu – Eine Liebe mit Hindernissen (Guddu)
- 1995: Oh Darling Yeh Hai India!
- 1995: Ram Jaane – Die Liebe seines Lebens (Ram Jaane)
- 1995: Trimurti – Der ewige Kreis der Liebe (Trimurti)
- 1995: Zamaana Deewana – Die Liebenden (Zamaana Deewana)
- 1995: Karan Arjun (Karan Arjun)
- 1996: Im Auftrag der Liebe (Army)
- 1996: Chaahat – Momente voller Liebe und Schmerz (Chaahat)
- 1996: Dushman Duniya Ka – Liebe schmerzt (Dushman Duniya Ka)
- 1996: Der Junge aus England und das indische Mädchen (English Babu Desi Mem)
- 1997: Gudgudee (Gastauftritt)
- 1997: Dil To Pagal Hai – Mein Herz spielt verrückt (Dil To Pagal Hai)
- 1997: Yes Boss – Liebe und Hinterlist (Yes Boss)
- 1997: Glut der Rache – Koyla (Koyla)
- 1997: Pardes
- 1998: Achanak (Gastauftritt)
- 1998: Kuch Kuch Hota Hai – Und ganz plötzlich ist es Liebe (Kuch Kuch Hota Hai)
- 1998: Von ganzem Herzen (Dil Se)
- 1998: Duplicate
- 1999: Baadshah – Der König der Liebe (Baadshah)
- 1999: Sar Ankhon Par – Die große Liebe (Sar Ankhon Par)
- 2000: Gaja Gamini (Gastauftritt)
- 2000: Denn meine Liebe ist unsterblich (Mohabbatein)
- 2000: Har Dil Jo Pyar Karega... (Gastauftritt)
- 2000: Josh – Mein Herz gehört dir (Josh)
- 2000: Hey Ram – Augenblicke der Zärtlichkeit (Hey Ram)
- 2000: Mein Herz schlägt indisch (Phir Bhi Dil Hai Hindustani)
- 2001: In guten wie in schweren Tagen (Kabhi Khushi Kabhie Gham)
- 2001: Asoka – Der Weg des Kriegers (Asoka)
- 2001: Der Babysitter-Cop – One 2 Ka 4 (One 2 Ka 4)
- 2002: Shakti – The Power
- 2002: Ich gehöre dir, meine Liebe (Hum Tumhare Hain Sanam)
- 2002: Devdas – Flamme unserer Liebe (Devdas)
- 2002: Saathiya – Sehnsucht nach dir (Gastauftritt)
- 2003: Lebe und denke nicht an morgen (Kal Ho Naa Ho)
- 2003: Chalte Chalte – Wohin das Schicksal uns führt (Chalte Chalte)
- 2004: Swades – Heimat (Swades)
- 2004: Veer und Zaara – Die Legende einer Liebe (Veer-Zaara)
- 2004: Ich bin immer für Dich da! (Main Hoon Na)
- 2004: Liebe für die Ewigkeit (Yeh Lamhe Judaai Ke)
- 2005: Die Schöne und der Geist (Paheli)
- 2005: Silsiilay (Gastauftritt)
- 2005: Kuch Meetha Ho Jaye – Warten auf die Liebe (Gastauftritt)
- 2005: Kaal – Das Geheimnis des Dschungels (Kaal)
- 2006: Alag (Gastauftritt)
- 2006: I See You (Gastauftritt)
- 2006: Kabhi Alvida Naa Kehna – Bis dass das Glück uns scheidet
- 2006: Don – Das Spiel beginnt (Don: The Chase Begins Again)
- 2007: Chak De! India – Ein unschlagbares Team (Chak De! India)
- 2007: Heyy Babyy (Gastauftritt)
- 2007: Om Shanti Om
- 2008: Kismat Konnection (Erzähler)
- 2008: Bhoothnath – Ein Geist zum Liebhaben (Bhoothnath)
- 2008: Ein göttliches Paar (Rab Ne Bana Di Jodi)
- 2008: Krazzy 4 (Gastauftritt)
- 2008: Shaurya (Erzähler)
- 2009: Luck by Chance – Liebe, Glück und andere Zufälle (Luck by Chance) (Gastauftritt)
- 2009: Aao Wish Karein (Erzähler)
- 2009: Billu Barber (Billu)
- 2010: Sag Ja zur Liebe – Dulha Mil Gaya (Dulha Mil Gaya)
- 2010: Shahrukh Bola Khoobsurat Hai Tu (Gastauftritt)
- 2010: My Name Is Khan
- 2011: RA.One – Superheld mit Herz (Ra.One)
- 2011: Don – The King is back (Don 2)
- 2012: Solang ich lebe – Jab Tak Hai Jaan
- 2013: Bombay Talkies (Gastauftritt)
- 2013: Chennai Express
- 2013: Madhubala – Ek Ishq Ek Junoon (Fernsehserie, 1 Folge)
- 2014: Bhoothnath Returns (Gastauftritt)
- 2014: Happy New Year – Herzensdiebe (Happy New Year)
- 2015: Dilwale – Ich liebe dich (Dilwale)
- 2016: Fan
- 2016: Die Sehnsucht meines Herzens (Ae Dil Hai Mushkil, Gastauftritt)
- 2016: Dear Zindagi – Liebesbrief an das Leben (Dear Zindagi)
- 2017: Raees
- 2017: Tubelight (Gastauftritt)
- 2017: Jab Harry Met Sejal
- 2018: Zero
- 2023: Pathaan
- 2023: Jawan

### Als Produzent
- 2000: Mein Herz schlägt indisch (Phir Bhi Dil Hai Hindustani)
- 2001: Asoka – Der Weg des Kriegers (Asoka)
- 2003: Chalte Chalte – Wohin das Schicksal uns führt (Chalte Chalte)
- 2004: Ich bin immer für Dich da! (Main Hoon Na)
- 2005: Die Schöne und der Geist (Paheli)
- 2005: Kaal – Das Geheimnis des Dschungels (Kaal)
- 2007: Om Shanti Om
- 2009: Billu Barber (Billu)
- 2011: RA.One – Superheld mit Herz (Ra.One)
- 2013: Chennai Express
- 2014: Happy New Year

## Deutscher Synchronsprecher
Khan wurde bis auf ganz wenige Ausnahmen durchgehend von Pascal Breuer synchronisiert; angeblich sei Khan von Breuers Stimme begeistert. Ein anderer Synchronsprecher, der ihn in drei Filmen synchronisierte, war Philipp Moog.

## Auszeichnungen (Auswahl)

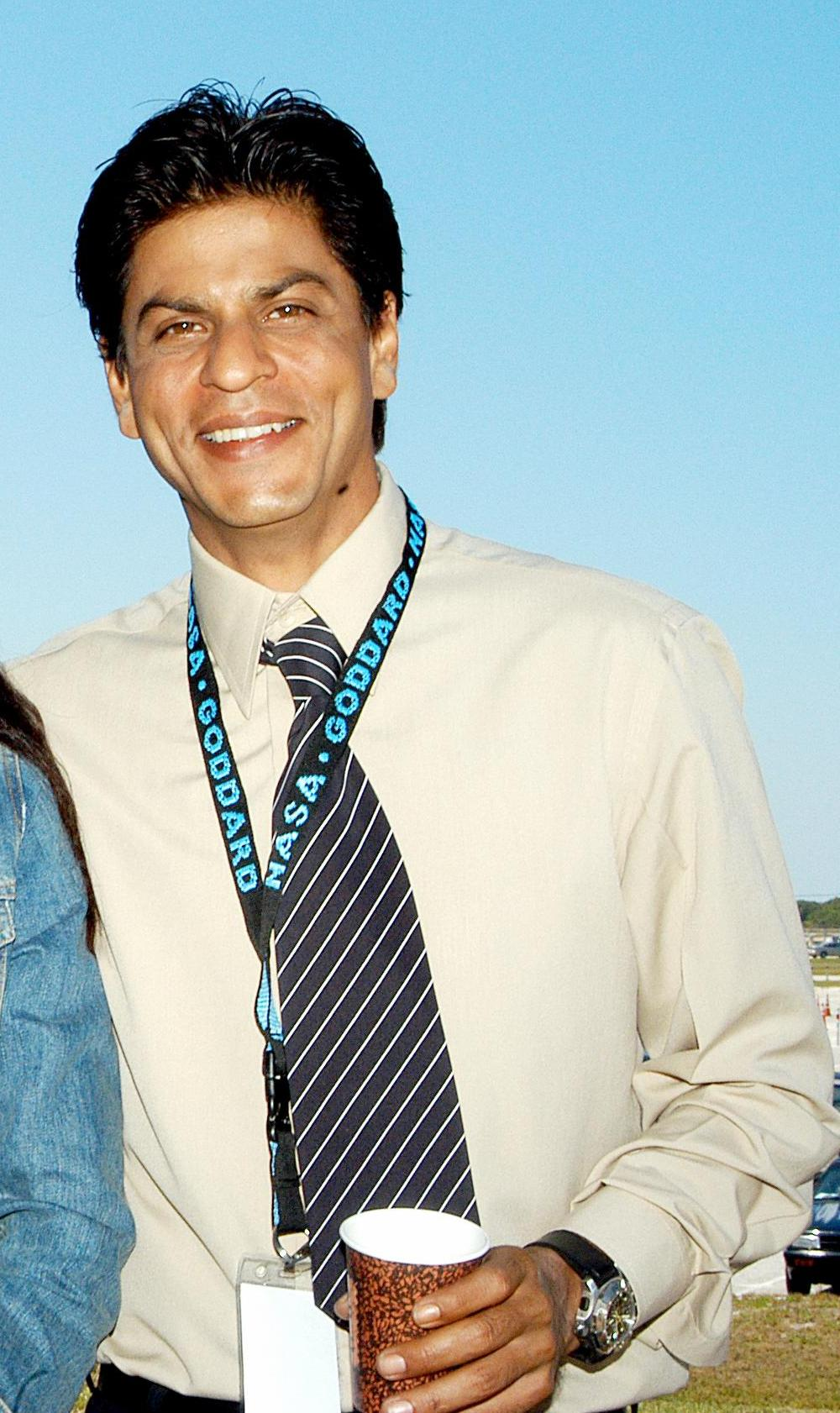
Shah Rukh Khan (2004)

### Filmfare Awards
- 1992: Bestes Debüt (Deewana)
- 1993: Bester Hauptdarsteller (Baazigar)
- 1993: Kritikerpreis als bester Darsteller (Kabhi Haan Kabhi Naa)
- 1994: Bester Darsteller für die Rolle als Schurke (Anjaam)
- 1995: Bester Hauptdarsteller (Dilwale Dulhania Le Jayenge)
- 1997: Bester Hauptdarsteller (Dil To Pagal Hai)
- 1998: Bester Hauptdarsteller (Kuch Kuch Hota Hai)
- 2000: Kritikerpreis als bester Darsteller (Mohabbatein)
- 2002: Bester Hauptdarsteller (Devdas)
- 2002: Spezial Award der Schweizer Consulatstrophäe
- 2004: Bester Hauptdarsteller (Swades)
- 2008: Bester Hauptdarsteller (Chak De! India)
- 2011: Bester Hauptdarsteller (My Name Is Khan)

### Screen Awards
- 1995: Bester Darsteller (Ram Jaane)
- 2001: Best Jodi No.1 mit Kajol
- 2002: Best Jodi No.1 mit Aishwarya Rai
- 2002: Bester Darsteller (Devdas)
- 2005: Bester Hauptdarsteller (Veer-Zaara)
- 2007: Bestes Filmpaar (zusammen mit Rani Mukerji)
- 2010: Bestes Leinwandpaar des Jahrzehnts mit Kajol
- 2011: Bester Hauptdarsteller (Popular Choice) (My Name Is Khan)
- 2012: Bester Hauptdarsteller (Popular Choice) (Don 2 & Ra.One)
- 2014: Bester Hauptdarsteller (Popular Choice) (Chennai Express)
- 2015: Bester Hauptdarsteller (Popular Choice) (Happy New Year)
- 2016: Bester Hauptdarsteller (Popular Choice) (Dilwale)
- 2016: Best Jodi No.1 mit Kajol (Dilwale)

### GIFA Awards
- 2003: Produzent (Main Hoon Na)
- 2004: Bester Hauptdarsteller (Veer – Zaara)
- 2005: Bester Hauptdarsteller (Swades)

### Zee Cine Awards
- 1997: Bester Darsteller (Dil To Pagal Hai)
- 1998: Bester Darsteller (Kuch Kuch Hota Hai)
- 2002: Bester Darsteller (Devdas)
- 2003: Superstar des Jahres 2003 (Kal Ho Naa Ho)
- 2005: Bester Hauptdarsteller (Veer-Zaara)
- 2007: Fun Cinema Entertainer of the year (Don 1)
- 2008: Bester Hauptdarsteller (Chak De! India)
- 2011: Bester Darsteller (My Name Is Khan)
- 2012: Bester Darsteller (Don 2)
- 2013: Internationale Ikone (Jab Tak Hai Jaan)
- 2014: Bester Hauptdarsteller (Chennai Express)

### Sansui Viewer’s Choice Movie Award
- 1997: Bester Darsteller (Dil To Pagal Hai)
- 1998: Bester Darsteller (Kuch Kuch Hota Hai)
- 2000: Bester Darsteller (Mohabbatein)
- 2001: Jury-Award für den besten Darsteller (Asoka)
- 2002: Bester Darsteller (Devdas)
- 2004: Jury-Award für den besten Darsteller (Kal Ho Naa Ho)

### Apsara Film and Television Producers Guild Awards
- 2008: Bester Hauptdarsteller (Chak De! India)
- 2010: Bester Hauptdarsteller (Rab Ne Bana Di Jodi)
- 2011: Bester Hauptdarsteller (Readers Choice) (My Name Is Khan)
- 2012: Bester Hauptdarsteller (Readers Choice) (Don 2)

### Z Gold Bollywood Award
- 1998: Bester Darsteller (Kuch Kuch Hota Hai)
- 2002: Bester Darsteller (Devdas)

### IIFA Awards
- 1999: Award als populärster Schauspieler
- 2002: Bester Hauptdarsteller (Devdas)
- 2004: Bester Hauptdarsteller (Veer-Zaara)
- 2008: Bester Hauptdarsteller (Chak de! India)
- 2011: Bester Hauptdarsteller (My Name is Khan)
- 2013: Digital star of the year

### AIFA Award
- 2001: Kritiker-Award als Bester Darsteller (Asoka)
- 2001: Bester Darsteller (Kabhi Khushi Kabhie Gham)

### Planet Bollywood People's Choice Awards On The Internet
- 2000: Bester Darsteller (Mohabbatein)
- 2001: Bester Art Film für Asoka

### Bollywood On Web Award
- 2001: Bester Darsteller (Kabhi Khushi Kabhie Gham)

### MTV Immes Awards
- 2004: Beste männliche Performance (Tauba Tumhare Ishare – Chalte Chalte)

### Andere Preise
- 2001: Sexiest Mann in Asien (Jade Magazin, Oktober)
- 2002: Rajiv Gandhi Award für Leistungen im Bereich des Entertainment
- 2003: Best Student Award (St Columbus School, Dez 2003)
- 2004: Bollywood Star Of The Decade Award (British Asian Guild Awards)
- 2005: Padma Shri (Indischer Nationalpreis)
- 2005: Lions Award
- 2007: Officier de l’Ordre des arts et des lettres (Offizierskreuz des französischen Ordens der Künste und der Literatur)[8]
- 2014: Chevalier de la Légion d’Honneur (Ordensrang der französischen Ehrenlegion)[9]
- 2015: Dadasaheb Phalke Film Foundation Award for Outstanding Contribution to Indian Cinema
- 2024: Locarno Film Festival: Pardo alla carriera[10]